# Sabah Fakhri
Sabah Abu Qaws mais conhecido como Sabah Fakhri (do Árabe: صباح فخري, Alepo, 2 de maio de  1933 — Damasco, 2 de novembro de 2021) foi um cantor sírio e um ícone tradicional de Alepo.
Ao longo dos últimos cinquenta anos de fama e popularidade como cantor, Sr. Sabah Fakhri modificou e popularizou a forma em que se desvanecendo da música árabe tradicional, muwashahat e koodood halabiya. Ficou conhecido por seus vocais excepcionalmente fortes, execução impecável de Maqamat e harmonia, bem como performances carismáticas. Ele tem inúmeros admiradores ao redor do mundo, e um excelente executante de tarab árabe autêntico.
Fakhri nasceu Sabah Abu Qaws em Alepo, na Síria, em 1933, e ingressou na Academia de Música Árabe de Alepo, e mais tarde na Academia de Damasco, onde se formou em 1948. Ele recebeu o nome de estágio Fakhri por seu mentor, líder nacionalista sírio Fakhri al-Barudi, que o encorajou como um jovem rapaz para ficar na Síria e não viajar para a Itália.
Uma das primeiras performances para Fakhri foi em 1948, no Palácio Presidencial, em Damasco, diante do presidente Shukri al-Quwatli e do primeiro-ministro Jamil Mardam Bey. Ao contrário de muitos artistas árabes, ele nunca estudou ou trabalhou no Cairo, insistindo que sua fama está ligada às suas origens, como Árabe da Síria.
Ele logo se tornou famoso em todo o mundo árabe, apresentando em muitos países e capitais, bem como receber honras ao longo dos anos por seu trabalho em manter a popularidade da música árabe tradicional. Sabah Fakhri é também um dos poucos cantores árabes para receber popularidade e realizar concertos em todo o mundo (incluindo Europa, Ásia, Américas e Austrália). Seu nome está inscrito no Guinness Book of Records por suas proezas em Caracas, Venezuela, onde ele cantou continuamente por dez horas sem pausa.
Ele era um membro do parlamento sírio, por um período de tempo, como um representante de artistas.
Fakhri foi condecorado com a Ordem do Mérito da Síria excelente grau pelo presidente sírio, Bashar al-Assad, em reconhecimento das suas realizações no serviço e seu papel na revitalização do património artístico na Síria.
Morreu em 2 de novembro de 2021, aos 88 anos de idade, em um hospital de Damasco.